# John Wick (karakter)
Jonathan "John" Wick er en fiktiv karakter skabt af den amerikansk manuskriptforfatter Derek Kolstad og spilles af den canadiske skuespiller Keanu Reeves. Han er titelkarakteren i neo-noir-serien John Wick.
John bliver introduceret en legendarisk lejemorder, hvor bliver trukket tilbage ind i den kriminielle underverden efter russisk-amerikanske mafiamedlemmer overfalder ham, dræber hans hundehvalp og stjæler hans bil. Angrebet får John til at vende tilbage sin voldelige fortid, som han havde vendt ryggen til, og det får ham i konflikt med den internationale organisation for lejemordere.
Karakteren og serien er blevet beskrevet som en "central Bogeyman-karakter, der ikke kan dræbes" og en "moderne action-orienteret ækvivalent til 80'ernes gyserserier", og har angiveligt dræbt 439 personer i filmserien, hvilket overstiger Jason Voorhees, Michael Myers og Art the Clown tilsammen.
Wicks voldelig, énmands korstog er blevet beskrevet som et ekstremt tilfælde af raseri på arbejdspladsen.
Wick i primært iført mørke skræddersyede jakkesæt med en grad af skudsikring. Han er en dødelig modstander og dygtig med pistoler, rifler, knive og forskellige andre former for våben samt nærkamp. Han har en stor tatovering på ryggen med den latinske sætning latin: Fortis Fortuna Adiuvat, der står skrevet henover bedende hænder. Wick er flersproget og ses tale engelsk, russisk, hebraisk, italiensk, japansk, indonesisk, kantonesisk og amerikansk tegnsprog.